# Okretna dizalica
Okretna dizalica ili okretni granik je vrsta dizalice koja se može okretati oko svoje okomite srednje osi. Istureni je dohvatnik svojstven dio te dizalice. Okretne se dizalice grade u veoma mnogo različitih oblika. Velike grupe tih dizalica čine lučke i brodogradilišne dizalice, građevinske dizalice, vozne dizalice i plutajuće dizalice. 

## Dijelovi i vrste okretnih dizalica
Različiti tipovi okretnih dizalica najbolje se razlikuju i uspoređuju prema svojstvenim dijelovima, a to su okretište, dohvatnik i donje postolje.

### Okretište
Okretište ili okretni dio dizalice može biti vezan s donjim postoljem pomoću okretnice s kružnom tračnicom, a pomoću okretnog stupa koji je oslonjen u donjem postolju, ili čvrstog stupa na kojemu se okreće okretni dio dizalice (zvonasti spoj), te pomoću kugličnog okretnog vijenca.   
Gornji dio dizalica s okretnicom oslanja se preko kotača ili valjaka na kružnu tračnicu pričvršćenu na donjem postolju dizalica. Centralni stožer služi za prihvaćanje vodoravnih sila. Da protumasa za izjednačenje vlastite i korisne mase ne bi bila prevelika, pogonski se mehanizmi smještaju na protivnu stranu od dohvatnika i u većoj udaljenosti od osi okretanja. Zato su dizalice s okretnicom široke i niske, pa ih zbog neprikladnih veličina (dimenzija) polako istiskuju druge vrste okretnih dizalica.
Dizalica s okretnim stupom uska je i relativno visoka, jer udaljenost između donjega potpornog ležaja i gornjega vratnog ležišta ne smije biti malena. Zvonasti spoj prikladan je za teške dizalice većih nosivosti.
Okretne dizalice manje i srednje nosivosti najčešće imaju kuglični okretni vijenac. To je zapravo dvoredni ili višeredni veliki valjni ležaj promjera od 0,8 do 3 metra. Da se okretni vijenci ne bi izvitoperili, moraju se veoma kruto uležištiti. Budući da oni mogu prenositi i momente tereta, to jest osiguravaju dizalicu od prekretanja, može se smanjiti širina i visina dizalice. Kuglični okretni vijenac najčešće imaju lake lučke dizalice, vozne dizalice i bageri. Dizalice velike nosivosti i plutajuće dizalice grade se s okretnim stupom i s okretnicom.

### Dohvatnik
Postoje dizalice s nepomičnim i dizalice s pomičnim dohvatnikom. Razlikuju se dizalice s pomičnim dohvatnikom kojima se doseg dohvatnika mijenja kad na dizalici nema tereta i dizalice kojima se doseg dohvatnika mijenja za vrijeme rada dizalice, to jest sa zavješenim teretom (dizalice s uvlačnim dohvatnikom ili teleskopske dizalice). 
Područje rada dizalice s nepomičnim dohvatnikom teoretski je samo kružnica polumjera jednakog dosegu dizalice. Područje rada dizalice s pomičnim dohvatnicima povećava se na prstenastu kružnu plohu između kružnice najvećeg i kružnice najmanjeg dosega.    
Dizalice s nepomičnim dohvatnikom ili dohvatnikom kojemu se doseg može mijenjati samo kada je dizalica bez tereta, nisu prikladne za lučki pretovar, jer zbog velike kružnice dosega trebaju mnogo prostora i ne mogu raditi jedna blizu druge. Velika gustoća pretovara na lučkim obalama zahtijeva dizalice koji mogu raditi jedan blizu druge, tako da i 3 dizalice mogu biti uposlene na istom brodskom grotlu. Na obalama za pretovar komadne robe treba smjestiti gotovo na svakih 18 do 25 metara po jednu dizalicu, a na obalama za pretovar rasutog tereta dizalice se postavljaju još gušće. Taj zahtjev zadovoljavaju dizalice koje u svakom radnom ciklusu uvlače dohvatnik (dizalice s uvlačnim dohvatnikom). Pomični dohvatnik mora biti tako konstruiran da se teret kreće po mogućnosti vodoravno kad se dohvatnik uvlači ili izvlači, te da je vlastita težina dohvatnika po mogućnosti potpuno izbalansirana.   
Pogonski uređaj dizalice obično mora pri uvlačenju dohvatnika svladati težinu dohvatnika i težinu tereta, pa ta konstrukcija ne ispunjava spomenute zahtjeve. Zahtjev da se teret pri pomicanju dohvatnika giba vodoravno i da je težina dohvatnika izbalansirana protuutegom znači da pogonski mehanizam za pomicanje dohvatnika mora svladati pri uvlačenju dohvatnika samo trenje u zglobovima. Takve se savršene prilike u stvarnosti ne postižu. 
Brzim razvitkom dizalica s uvlačnim dohvatnicima ostvareno je u posljednje vrijeme mnogo različitih konstrukcija. One se mogu razvrstati u 3 grupe:
- konstrukcije kojima se kraj dohvatnika kreće po kružnici,
- konstrukcije kojima se kraj dohvatnika kreće približno po vodoravnoj liniji,
- konstrukcije kojima se kraj dohvatnika kreće po nekoj drugoj krivulji, na primjer po elipsi.

Pri pomicanju dohvatnika pojedine konstrukcije omogućuju vodoravno gibanje tereta na jedan od sljedećih načina:
- za vrijeme uvlačenja dohvatnika bubanj se za dizanje okreće tako da se uže odvija.
- uže za dizanje tereta vodi se preko užetnika smještenih na konstrukciji upravljačnice i na vrhu dohvatnika, tako da djeluju kao koloturnik. Pri uvlačenju dohvatnika taj se koloturnik skraćuje i oslobađa toliku duljinu užeta da teret ostaje na istoj visini, iako bubanj za dizanje miruje. Kad je koloturnik okomito smješten (takozvani sabirnik užeta), donji je užetnik nepomičan, a gornji je pomičan. Pri uvlačenju dohvatnika spušta se protuuteg i na njemu pričvršćeni gornji užetnik koloturnika. Tako se oslobađa toliko užeta da se nadoknadi okomiti podizaj vrha dohvatnika. Pri dobro raspoređenim užetnicima postiže se gotovo vodoravno kretanje tereta.
- uže za dizanje tereta prelazi preko užetnika smještenoga na kraju okretne vodilice koja je spojnicom vezana za dohvatnik. Pri uvlačenju dohvatnika taj se užetnik približava dohvatniku i tako duljina slobodnovisećeg dijela užeta postaje veća, a teret obješen na kuki giba se vodoravno.
- člankastim dohvatnikom postiže se kretanje kraja dohvatnika po vodoravnoj liniji.

Sve dizalice kojima se kraj dohvatnika giba po kružnici ili elipsi imaju pri uvučenom položaju dohvatnika veliku duljinu slobodnovisećeg dijela užeta za dizanje tereta, pa se obješeni teret lako njiše, što je nedostatak takve vrste dizalice. Taj nedostatak nemaju dizalice kojima se kraj dohvatnika giba približno po vodoravnoj liniji, to jest dizalice s člankastim dohvatnikom. Pri pomicanju člankastih dohvatnika slobodna duljina užeta ostaje jednaka, što omogućuje da se bez ikakvih teškoća između kraja dohvatnika i kuke uključi koloturnik. Koloturnici se mogu odabrati s velikim prijenosom, pa se dizalice s člankastim dohvatnikom mogu graditi i za veliku nosivost. Budući da se ovješeni teret kreće vodoravno, nije potreban nikakav sabirnik užeta, pa su zbog toga člankasti dohvatnici prikladni za pogone s više užeta, kao na primjer za pogon zahvatačem. Nedostaci dizalica s člankastim dohvatnikom jesu: složena konstrukcija s mnogo dijelova dohvatnika, te veća vlastita težina nego u dizalica s jednostrukim dohvatnikom.

### Donje postolje
Donje postolje okretnih dizalica često se gradi kao portal (vrata) s 4 ili 2 noge, ili kao poluportal s 3 noge. Takvi portali premošćuju željezničke pruge ili neke druge prijevozne putove. Takve se dizalice nazivaju portalne dizalice, odnosno poluportalne okretne dizalice i često se upotrebljavaju u lukama i brodogradilištima. Okretne dizalice mogu se graditi i kao nepomične na čvrstom temelju (na primjer stacionarne kolodvorske dizalice), a mogu imati donje postolje građeno kao pokretni vagonet.    
Nosivost lučkih okretnih dizalica najčešće iznosi od 2 do 8 tona, a najveći je doseg od 20 do 40 metara. Brzina je vožnje dizalice malena, oko 0,4 m/s, jer služi samo za premještanje dizalica s jednog brodskog grotla na drugo. Za dimenzioniranje dizalica s dohvatnikom, osim sile dizanja G = m∙g, važna je i vrijednost momenta tereta M = G∙l (umnožak sile dizanja i kraka l do okomite osi okretanja) jer taj moment sile ima presudan utjecaj na stabilnost dizalice. Zbog toga se za okretne dizalice uvijek uz nosivost navodi i doseg dohvatnika za koji je moguća ta nosivost. 
Za nosivost od 3 tone i doseg od 25 metara, lučka dizalica s okretnicom i člankastim dohvatnikom ima masu čelične konstrukcije bez protuutega oko 80 tona, dok je masa stupne okretne dizalice jednakih svojstava mnogo manja, svega oko 35 tona.